# Rage Valley
Rage Valley es el segundo EP del dúo australiano de dubstep y electro house, Knife Party. Fue lanzado el 27 de mayo de 2012 en Beatport y el 3 de junio en iTunes. Originalmente Rage Valley iba a ser lanzado a finales de abril, pero debido a múltiples contratiempos el lanzamiento se retrasó cuatro semanas.
El 8 de agosto de 2012 se lanzó un video musical para «Centipede».
La canción «Bonfire» apareció en el capítulo Fifty-One de la serie Breaking Bad.

## Lista de canciones
| N.º   | Título                    | Duración |  |
| 1.    | «Rage Valley»             | 4:59     |  |
| 2.    | «Centipede»               | 4:06     |  |
| 3.    | «Bonfire»                 | 4:32     |  |
| 4.    | «Sleaze» (feat. MistaJam) | 4:33     |  |
| 18:10 |                           |          |  |